# Crash (amerikansk tv-serie)
 For alternative betydninger, se Crash. (Se også artikler, som begynder med Crash)
Crash er en amerikansk tv-serie, skabt af Glen Mazzara. Serien debuterede på Starz den 17. oktober 2008.